# Donjon de Saint-Paul-de-Vence
Le donjon de Saint-Paul-de-Vence ou tour de la Mairie, est ce qui subsiste de l'ancien château situé sur la commune de Saint-Paul-de-Vence dans le département des Alpes-Maritimes.

## Historique
Après la capture de l'abbé Maïeul de Cluny, en 972, le comte d'Avignon puis de Provence, Guillaume le Libérateur et la noblesse de Provence avec l'aide d'Ardouin III le Glabre ou le Chauve, comte et marquis de Turin, chassèrent les Sarrasins implantés sur le littoral de la Provence d'où ils lançaient des opérations de pillage. Le comte de Provence fut le vainqueur de la bataille de Tourtour, en 973. La noblesse de Provence se partagea les territoires gagnés. Les Rodoard d'Apt eurent les domaines de l'évêché d'Antibes et se qualifièrent de prince d'Antibes et seigneur de Grasse. Laugier qui avait une seigneurie dans les Alpes et s'était marié avec Odile et avait reçu en dot Vence et Cagnes.
Au XIe siècle s'est imposé le système féodal. Un premier château a dû être construit à Saint-Paul à la fin du XIe ou au début du XIIe siècle dont il reste les pierres à bossage en grand appareil du soubassement de la tour. Le village s'est alors établi autour de cette première tour.
Saint-Paul est mentionné comme un castrum au début du XIIIe siècle avec des droits seigneuriaux appartenant à une famille chevaleresque de même nom. Le donjon était à cette époque le logement du seigneur, tour de guet et symbole de l'autorité seigneuriale.
En 1227, le comte de Provence Raymond-Béranger V a accordé des franchises communales à la communauté des habitants de Saint-Paul.
Le château est cité en 1251. La tour actuelle a dû être reconstruite au XIIIe siècle.
L'enceinte de la ville a dû être édifiée après 1363 ou 1367 quand les États généraux de Provence recommandèrent la mise en défense et la fortification des villes. En 1401, une imposition exceptionnelle levée par Louis II d'Anjou, comte de Provence, roi de Sicile et de Naples, a permis la réparation des fortifications. À partir de cette époque Saint-Paul va s'intituler ville royale du fait du titre royal porté par Louis II.
Après la mort, en 1481, de Charles III, comte de Provence, le roi Louis XI s'empare du comté de Provence.
L'incursion de l'armée impériale commandée par le connétable de Bourbon, en 1524, puis une seconde fois en 1536, a conduit François Ier à doter la ville d'une des premières enceintes bastionnées construite en France.
Au sommet du donjon a été placé le campanile en ferronnerie en 1685. Il abrite une cloche fondue en 1443 et refondue en 1637.
Aujourd'hui le donjon abrite la mairie du village. La tour est en vis-à-vis de la collégiale de la Conversion-de-Saint-Paul et de la chapelle des Pénitents blancs.
Le monument fait l’objet d’un classement au titre des monuments historiques depuis le 23 septembre 1922.

## Description

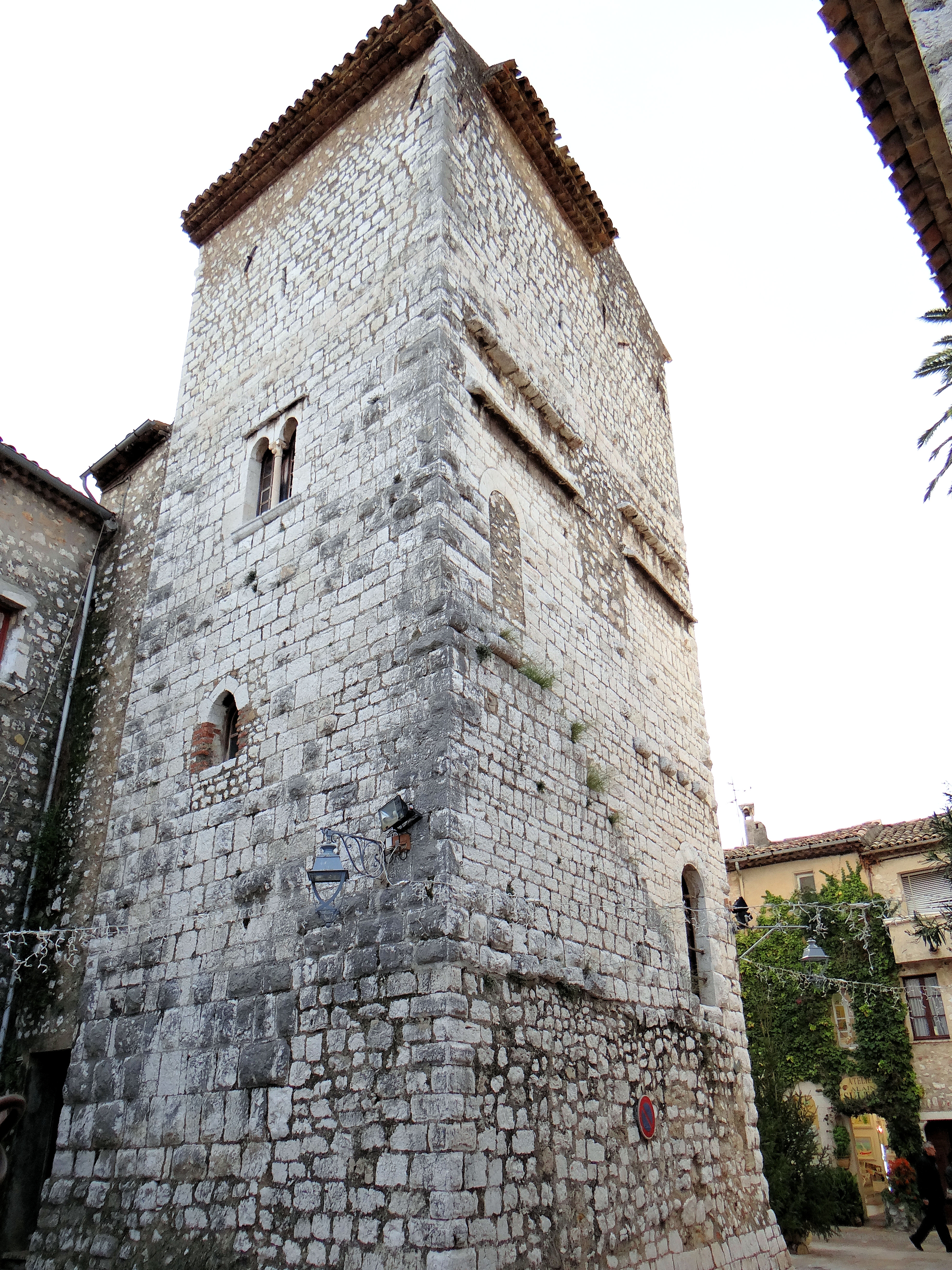
Les façades est et nord du donjon.

La tour a une section trapézoïdale de 6,30 × 8,90 × 6,47 par 10 m. Elle comprend cinq niveaux.
Le rez-de-chaussée était aveugle et on accédait à la tour par une porte située sur le côté nord au niveau du premier étage. Le rez-de-chaussée et le premier étage sont voûtés en berceau plein cintre.
Le second étage est plafonné. On y parvenait par le premier étage grâce à un escalier extérieur dont on voit encore les arrachements sur la face nord de la tour et une porte aujourd'hui murée.
Le troisième étage, et dernier étage du donjon initial, est voûté en berceau plein cintre. On devait accéder à cet étage par une échelle mobile placée au droit de la porte située sur la façade nord, aujourd'hui murée.
Des corbeaux ou des solins placés au droit des portes laissent à penser qu'elles devaient être protégées par des hourds ou des balcons.
Une fenêtre géminée gothique dont la colonnette retombe sur un chapiteau à crochets naissants est encore visible sur la façade orientale.
L'architecture archaïsante peut faire dater la construction du XIIIe siècle.
Sur la cloche fondue en 1637 a été gravée la phrase : « Hora est jam de somno surgere » qui veut dire : « Il est l'heure de sortir du sommeil » de saint Paul - Épître aux Romains, chap. XIII, vol. 11.
La tour est aujourd'hui desservie par une cage d'escalier extérieure moderne.